# فرناندو فيلافيسينسيو
فرناندو السيبياديس فيلافيسينسيو فالنسيا (11 أكتوبر 1963 - 9 أغسطس 2023)، هو سياسي ونقابي وصحفي إكوادوري ترشح لمنصب رئيس الإكوادور في الانتخابات العامة لعام 2023. تم اغتيالهُ في 9 أغسطس 2023 أثناء تجمع انتخابي في العاصمة كيتو.

## روابط خارجية
- الموقع الرسمي